# Leptothyrium gentianicola
Leptothyrium gentianicola är en svampart som först beskrevs av Augustin Pyrame de Candolle, och fick sitt nu gällande namn av Bäumler 1885. Leptothyrium gentianicola ingår i släktet Leptothyrium, divisionen sporsäcksvampar och riket svampar.   Inga underarter finns listade i Catalogue of Life.